# Conxa Llinàs Carmona
Conxa Llinàs Carmona (Barcelona, 1948) és llicenciada en Filosofia Pura a la Universitat de Barcelona (1972), catedràtica de filosofia de batxillerat (1984) i col·laboradora de l'Institut de Ciències de l'Educació de la Universitat de Barcelona. Jubilada des del 2009.

## Activitat docent i acadèmica
Entre 1977 i 1983 va ser professora de Filosofia a l'IES Torras i Bages i, després d’uns anys a Terrassa i a Cornellà, va continuar la seva activitat docent l'IES Mercè Rodoreda des del 1988 fins al 2009.
Ha escrit assajos i ponències sobre la història del feminisme, especialment per recuperar l'aportació de filòsofes oblidades. Docent des de l'any 1972, ha impartit ensenyament sobre filosofia a diversos instituts i cursos a centres culturals, a l’Escola de la Dona de la Diputació de Barcelona i, ja jubilada, a la Universitat de Manresa. Al seu llibre Feminismes de la Transició. Textos i materials (2008), cita espais creats a Barcelona per les dones, com la Llibreria de les Dones i el Bar-Biblioteca Feminista la Sal amb concurrència de dones de l'Hospitalet. En moltes de les seves obres d'assaig ha col·laborat amb altres dones com Anna Masó, Maria José Sánchez, Antònia Carré, Mari Chordà i Maria Pau Trayner.

## Activisme social i reconeixements
Com a membre del Consell Municipal de les Dones de l'Hospitalet, la seva activitat s'ha centrat en la coeducació i la recuperació de la memòria històrica de la ciutat de l'Hospitalet. També ha participat en la revisió del nomenclàtor de la ciutat i en l'aprovació dels noms de Hannah Arendt i de Mileva Marić a sengles carrers, i el nom de Pura Fernández per al Centre d'Urgències d'Atenció Primària (CUAP).
Va participar en la primera Universitat d'Estiu de les Dones que es va fer l'any 2008 a Cornellà de Llobregat amb el curs “Les dones i les filosofies”, impartit juntament amb Anna Masó.
El 2014, conjuntament amb Ma. Pau Trayner Vilanova, va ser comissària de l’exposició "La indústria tèxtil en mans de les dones", que recupera la història de la ciutat a través de l’estudi de les fàbriques tèxtils i el paper que van tenir les dones en el procés d’industrialització.
Ha estat nomenada persona d'especial rellevància (PER) en l'àmbit de la dona al Consell Municipal de Serveis Socials de l'Hospitalet de Llobregat (2015) en reconeixement del seu treball sobre les dones.
Ha estat professora de la Fundació Universitària del Bages de la Universitat de Manresa (FUB) on impartí, juntament amb altres professores, el curs "Dones Filòsofes i Científiques", per a gent gran (2019-2020).

## Obra publicada
- Llinàs, Conxa, amb Antònia Carré: 48 Dones escriptores. Ajuntament de l'Hospitalet. 1991.
- Llinàs, Conxa, anb Carré, Antònia: La lluita de les dones per a la seva ciutadania. Institut Català de la Dona. 1995.
- Coautora amb Mari Chordà Recasens de l'Agenda de les dones de Les Pumes. De 1996 a 2009.
- Llinàs, Conxa; Masó, Anna; Sánchez, Maria José: Les dones i les filosofies. Gènere i pensament occidental. Diputació de Barcelona. 2002. ISBN 978-84-7794-887-2.
- Llinàs Carmona, Conxa: Feminismes de la transició a Catalunya. Textos i materials. Barcelona: Horsori. 2008. ISBN 978-84-96108-50-9.
- Carre, Antònia; Llinàs, Conxa: Les dones també fem la democràcia. Mina, Barcelona, 2008. 184 p. ISBN 978-84-9649-986-7.
- Llinàs Carmona, Conxa; Trayner Vilanova, M.Pau; Villazán Povedano, Juana: Dones de l'Hospitalet, agents de canvi social. L'Hospitalet de Llobregat: CELH, Centre d'Estudis de l'Hospitalet. 2013. ISBN 978-84-937806-3-0.
- Llinàs, Conxa; Luna, Lola G.: Memoria, feminismos y movimientos de mujeres. Conversacions de Conxa Llinàs con Lola G. Luna. Edicions de la Universitat de Barcelona, 2017, 220 p. ISBN 978-84-9168-014-7.
- Llinàs, Conxa: Flora Tristán, una filósofa social. Edicions de la Universitat de Barcelona, 2018, 2020 (2a edició). ISBN 978-84-9168-431-2.